# جيمس يوربان
جيمس يوربان (بالإنجليزية: James Urban)‏ هو مدرب رياضي أمريكي، ولد في 1 ديسمبر 1973.